# Zwei Männer am Meer

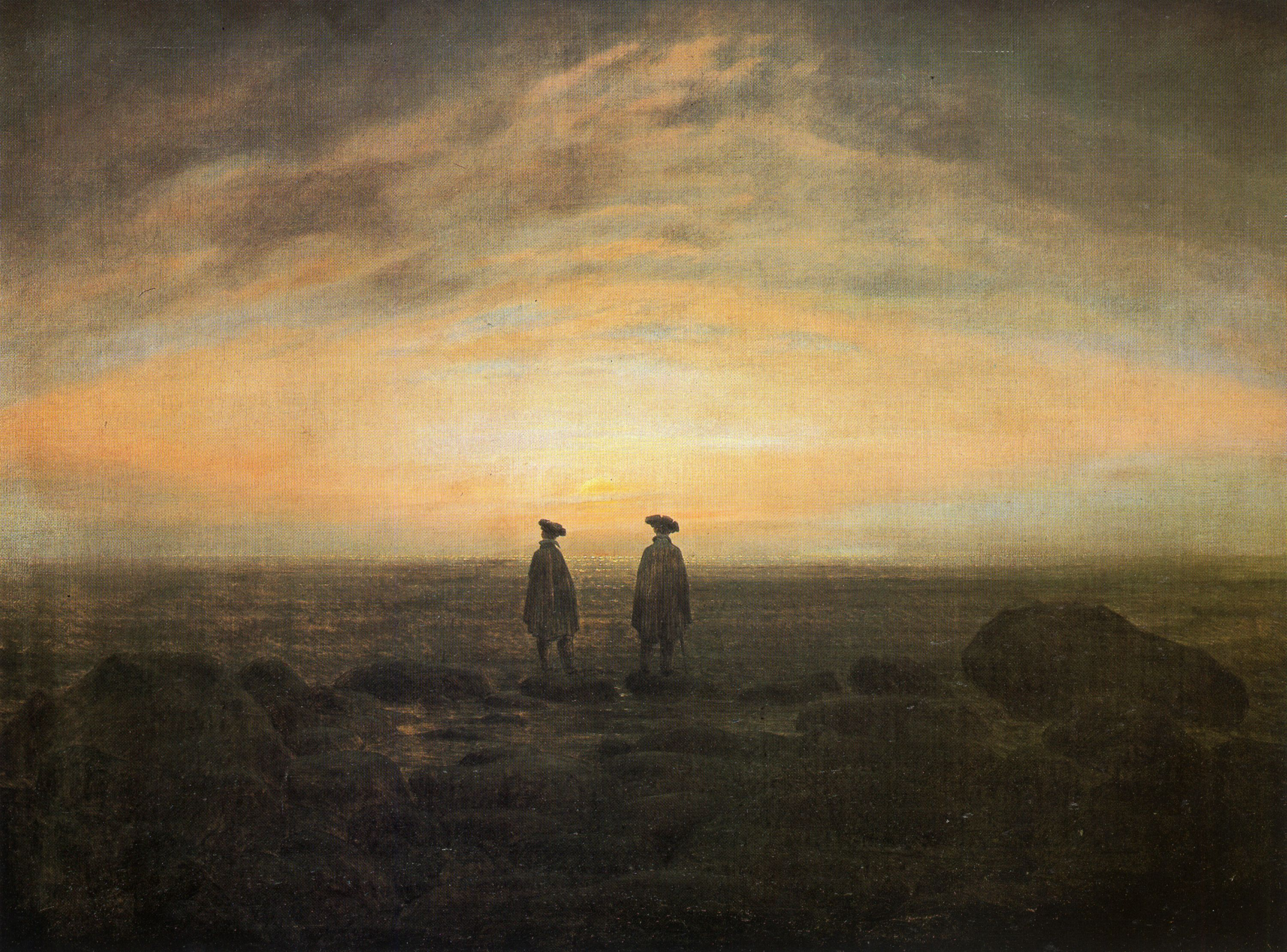
Caspar David Friedrich: Zwei Männer am Meer, Gemälde von 1817, ausgestellt in der Berliner Alten Nationalgalerie

Zwei Männer am Meer ist der Titel eines Gemäldes von Caspar David Friedrich aus dem Jahre 1817, das zur Epoche der Romantik in der Bildenden Kunst gehört. Das Bild ist seit 1936 im Besitz der Berliner Nationalgalerie und wird seit 2001 im Gebäude der Alten Nationalgalerie gezeigt.

## Bildinhalt und Deutung
Das in der Maltechnik Öl auf Leinwand ausgeführte Bild mit dem Format 51 × 66 cm zeigt zwei Männer unterschiedlichen Alters in altdeutscher Tracht, die, am Ufer der Ostsee stehend, den Mondaufgang betrachten. Über ihnen wölbt sich in Form einer lichterfüllten symmetrischen Kuppel der bewölkte Himmel. Der aufgehende Mond befindet sich fast genau im Punkt der sorgfältig konstruierten Zentralperspektive in der Mitte des Bildes. Als Ort der Szene hat der Friedrich-Kenner Helmut Börsch-Supan anhand von mehreren Zeichnungen einen Uferstreifen auf der Insel Rügen, nahe Stubbenkammer, identifiziert.
In diesem Bild will Caspar David Friedrich jedoch auf keinen konkreten Ort hinweisen, sondern auf das visionäre Erahnen des Göttlichen im Naturerlebnis. Seine Intention ist nicht, die Natur auf realistische Weise zu erfassen, sondern sie zu einer Metapher erhöhen. Das Bild ist das erste in einer Reihe von Gemälden und Zeichnungen, die Friedrich mit diesem Motiv schuf, zwei Gemälde 1821 und 1830/35 und zwei Bleistift-Sepia-Zeichnungen von 1835 und 1837. Die Rückenfiguren, ein oft wiederkehrendes Motiv in seinen Bildern, sind hier als gleichberechtigtes Paar gezeigt. Werner Hofmann, ehemaliger Direktor der Hamburger Kunsthalle, schrieb 1974 im Hamburger Ausstellungskatalog, dass die Menschen auf Friedrichs Bildern wesentliche Bestandteile der sakralen Bildstruktur seien und verweltlichte Mönche oder Anachoreten, die weder profane Handlungen ausführen, noch sich für Gesprächskontakte bereit zeigen.
Der Maler stellt das Erlebnis dieses sakralen Vorgangs eines Mondaufgangs gleich mit dem Erlebnis eines Gottesdienstes. Hintergrund für diese Gedankenwelt Caspar David Friedrichs ist die protestantische Theologie seiner Zeit. Besonders die Schriften von Ludwig Gotthard Kosegarten und Friedrich Schleiermacher beeinflussten ihn stark. Da bei den beiden dargestellten Männern keinerlei individuelle Persönlichkeit vorhanden ist, muss der Betrachter, der bereit ist, sich auf das Bild einzulassen, sich mit ihnen identifizieren. Einen wichtigen Hinweis auf die Geisteshaltung des Malers gibt die Kleidung der Männer. Beide tragen die sogenannte altdeutsche Tracht, Radmantel und Barett. In der Zeit nach den Befreiungskriegen, in der aber eine deutsche Einigung noch lange nicht in Sicht war, ist sie das Symbol für eine vaterländische Gesinnung, die als rückwärts gewandte Utopie im Mittelalter das Vorbild für eine Einigung sah.

## Provenienz und Ausstellung
Caspar David Friedrichs Männer am Meer wurde zuerst auf der Dresdner-Akademie-Ausstellung von 1817 gezeigt, dort soll es von einem Vorfahr der Oberin Mara Richter aus Berlin, der letzten Eigentümerin, vom Maler gekauft worden sein. 1936 ging es an die Nationalgalerie, es trägt seitdem die Inventarnummer A II 884 (vorher NG H 5). Bis 1967 hing das Bild im Schloss Charlottenburg, 1986 kam es in den Knobelsdorff-Flügel des Schlosses und war Ausstellungsstück in der damaligen Galerie der Romantik. Seit 2001 wird es in der sanierten alten Nationalgalerie auf der Berliner Museumsinsel im Friedrichsaal gezeigt.